# Rupia de Mauricio
La rupia (plural rupias) es la moneda oficial de Mauricio y se divide en 100 centésimos.

## Billetes
Circulan billetes de:
- 25 rupias
- 50 rupias
- 100 rupias
- 200 rupias
- 500 rupias
- 1000 rupias
- 2000 rupias

En el año 2008 comenzó a circular una serie de billetes con nuevos diseños.

## Monedas
Las primeras monedas actualmente en circulación fueron acuñadas en el año 1987, esta serie comprendía los valores de 1, 5 y 20 cents además de 1/2, 1 y 5 rupias, estamos monedas fueron sustituyendo progresivamente a la anterior serie emitida con el busto de Isabel II. 
En las acuñaciones más recientes, las monedas de 1 centésimo dejaron de ser acuñadas y se introdujeron nuevos valores de 10 y 20 rupias en los años 1997 y 2007 respectivamente. Estas son las características de las monedas:
| Imagen | Valor         | Circula desde | Forma      | Composición | Composición | Diámetro | Canto    | Anverso               | Reverso                           |
| Imagen | Valor         | Circula desde | Forma      | Anillo      | Centro      | Diámetro | Canto    | Anverso               | Reverso                           |
| ------ | ------------- | ------------- | ---------- | ----------- | ----------- | -------- | -------- | --------------------- | --------------------------------- |
| -      | 1 centésimo   | 1987          | Circular   | Cobre       | Cobre       | 18 mm    | Liso     | Seewoosagur Ramgoolam | Valor facial                      |
|        | 5 centésimos  | 1987          | Circular   | Cobre       | Cobre       | 20 mm    | Liso     | Seewoosagur Ramgoolam | Valor facial                      |
|        | 20 centésimos | 1987          | Circular   | Níquel      | Níquel      | 19 mm    | Estriado | Seewoosagur Ramgoolam | Valor facial                      |
|        | 1/2 rupia     | 1987          | Circular   | Níquel      | Níquel      | 24 mm    | Estriado | Seewoosagur Ramgoolam | Ciervo                            |
|        | 1 rupia       | 1987          | Circular   | Níquel      | Níquel      | 27 mm    | Estriado | Seewoosagur Ramgoolam | Escudo de Mauricio                |
| -      | 5 rupias      | 1987          | Circular   | Níquel      | Níquel      | 31 mm    | Estriado | Seewoosagur Ramgoolam | Palmeras                          |
| -      | 10 rupias     | 1997          | Heptagonal | Níquel      | Níquel      | 28 mm    | Liso     | Seewoosagur Ramgoolam | Persona recogiendo caña de azúcar |
| -      | 20 rupias     | 2007          | Circular   | Latón       | Níquel      | 28 mm    | Estriado | Seewoosagur Ramgoolam | Banco de Mauricio                 |